# New Hope (Oregon)
New Hope az Amerikai Egyesült Államok északnyugati részén, Oregon állam Josephine megyéjében elhelyezkedő statisztikai település. A 2020. évi népszámláláskor 1572 lakosa volt.

## Népesség
A településnek 2010-ben 1515, 2020-ban pedig 1572 lakosa volt.